# Industriekulturpfad Limmat–Wasserschloss

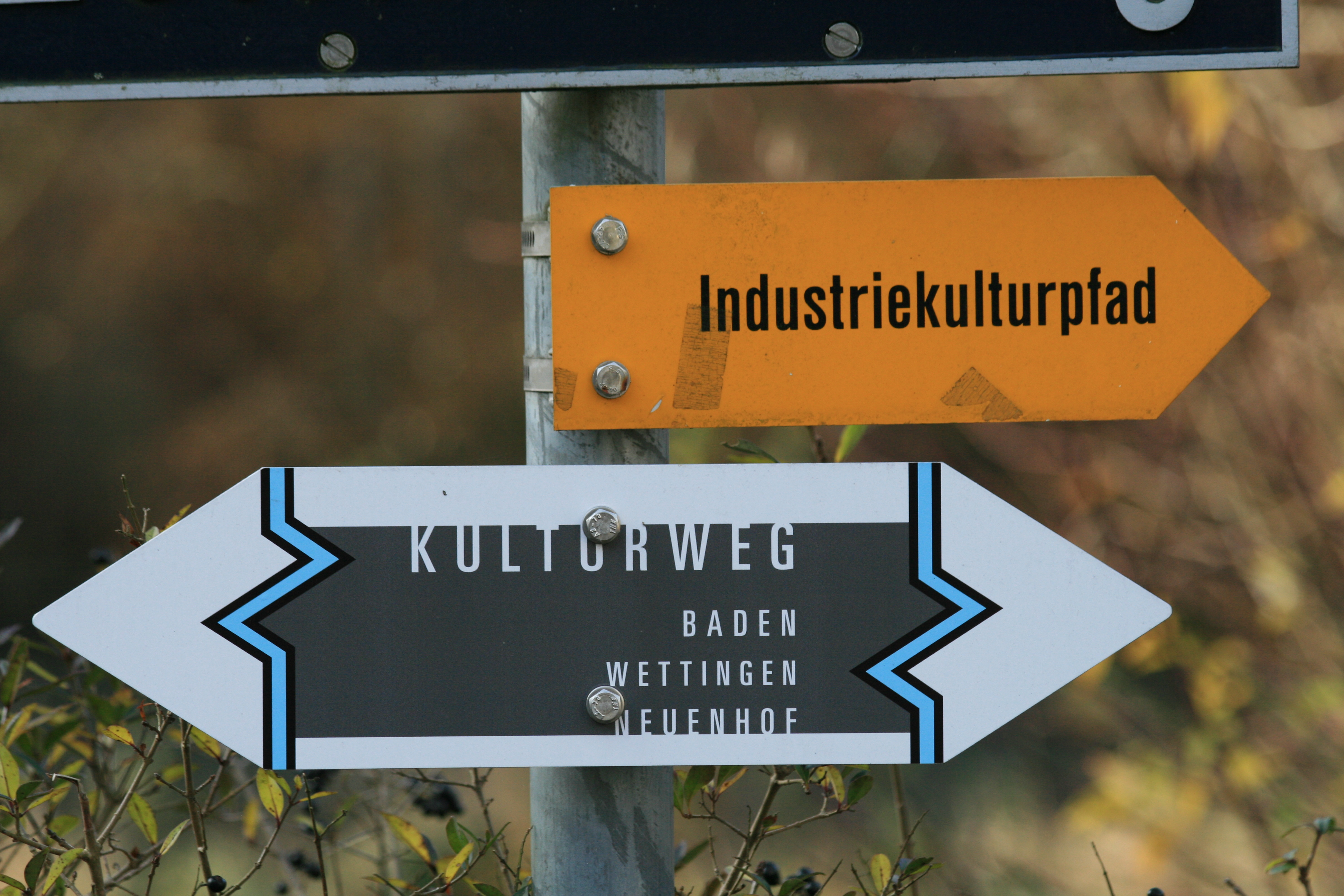
Wegweiser des Industriekulturpfads

Der Industriekulturpfad Limmat–Wasserschloss ist ein Wanderweg, der industriegeschichtlich interessante Gebäude und Brücken an der Limmat im Schweizer Kanton Aargau miteinander verbindet. Der Weg führt von Wettingen über Baden, Turgi und Windisch nach Brugg. Entlang des Weges finden sich ehemalige Textilfabriken, Eisenbahnbrücken und andere Bauten der Eisenbahngeschichte, Kraftwerke und weitere, meist ehemalige Industriebetriebe.

## Der Weg
Der Industriekulturpfad ist in fünf Etappen unterteilt, die jeweils an einem Bahnhof beginnen. Die industriegeschichtlich interessanten Bauwerke werden auf Informationstafeln erklärt. Es finden sich auch Hinweistafeln auf Gebäude, die bereits abgebrochen wurden. In der Region Baden–Wettingen–Neuenhof verläuft der Industriekulturpfad teilweise parallel zum Kulturweg Baden–Wettingen–Neuenhof.

### Die erste Etappe
Die erste Etappe beginnt am Bahnhof Wettingen und führt von dort, meist entlang der Limmat nach Neuenhof mit der Webermühle und auf die Wettinger Klosterhalbinsel. Zu sehen sind unter anderem:
1. Bahnhof Wettingen
2. Limmatwerk Wettingen
3. Fischpass Kraftwerk Wettingen
4. Obere Limmatbrücke Neuenhof-Wettingen
5. Holzbrücke Wettingen-Neuenhof
6. Baumwollspinnerei und -weberei Wettingen
7. Ehemalige Weberei in der Damsau
8. Schlachthof Baden
9. Untere Limmatbrücke Wettingen-Baden

### Die zweite Etappe
Die zweite Etappe beginnt am Bahnhof Baden und führt Richtung Ennetbaden.
1. Bahnhof Baden
2. Verkehrssanierung Baden
3. Villa Boveri
4. Ehemalige Spinnerei und Kraftwerk Aue
5. Hochbrücke Baden
6. Holzbrücke Baden
7. Ehemalige Gerberei und Lederwarenfabrik Streule
8. Ehemalige Fabriken Diebold und Wegmann
9. Giesserei und Armaturenfabrik Oederlin
10. Ehemaliges Gaswerk Baden
11. Kraftwerk Kappelerhof

### Die dritte Etappe
Die dritte Etappe erschliesst vor allem die Geschichte der ehemaligen Brown, Boveri & Cie. (heute ABB) in Baden Nord.
1. Ehemalige Metallwarenfabrik Merker
2. Brauerei Müller
3. Städtische Werke Baden
4. ABB-Areal (mit drei Standorten)
5. Villa Langmatt
6. Motor-Columbus
7. Nordostschweizerische Kraftwerke

### Die vierte Etappe
Die vierte Etappe startet am Bahnhof Turgi und führt nach Vogelsang und Untersiggenthal.
1. Bahnhof Turgi
2. Ehemalige Metallwarenfabrik Straub-Egloff
3. Ludwigskapelle mit Privatfriedhof
4. Fabrikanlage und Kraftwerk Schiffmühle
5. Kraftwerk und ehemalige Spinnereien in Turgi
6. Arbeiter- und Fabrikantenwohnhäuser in Turgi
7. Eisenbahnbrücke Turgi–Untersiggenthal
8. Fabrikanlage und Kraftwerk Stroppel
9. Fabrikanlage BAG Turgi und Kraftwerk Gebenstorf

### Die fünfte Etappe
Die fünfte Etappe zeigt die Industriebauten in der Region Brugg-Windisch.
1. Eisenbahnbrücke Vogelsang–Windisch
2. Bahnhof Brugg
3. Fabrikanlage Kabelwerke Brugg
4. Spinnerei Kunz
5. Gaswerk Brugg
6. Ehemaliges Kraftwerk Brugg
7. Eisenbahnbrücke Brugg–Umiken[2]